# 函館ラーメン

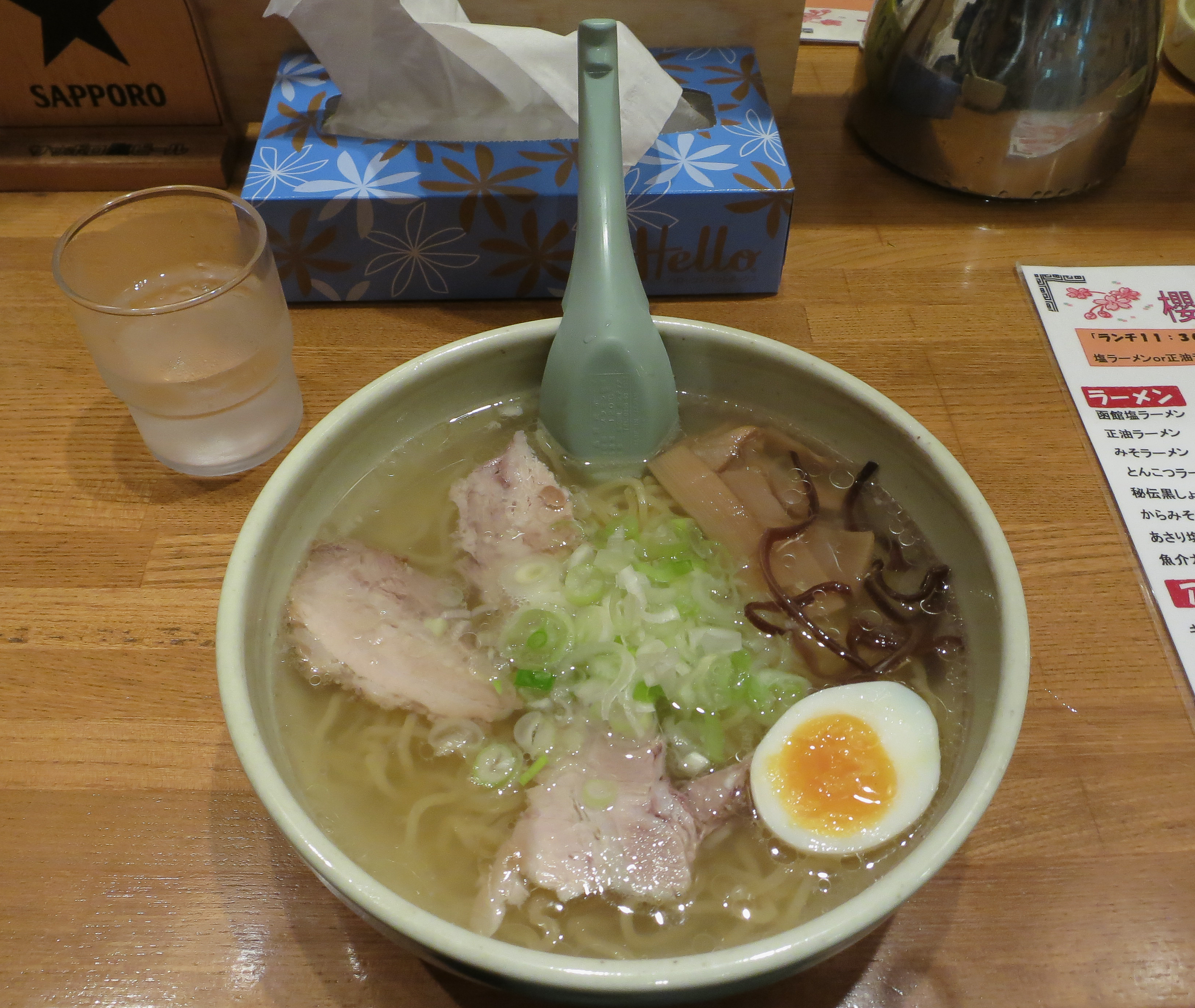
函館ラーメン（味彩にて、チャーシュー大盛り）

函館ラーメン（はこだてラーメン）は、北海道函館市のご当地グルメ。当地周辺で単にラーメン、支那そばなどと呼ばれている塩ラーメンである。

## 概要
主に豚骨を弱火で沸騰させないように炊き出したダシに塩タレを入れた透明な塩味のスープに、柔らかめの中太ストレート麺が組み合わされる。具は、チャーシュー、メンマ、長ネギ、ホウレン草、麩もしくはナルトが一般的に使用される。
一般的に塩ラーメンと呼ばれているラーメンであり、地元の北海道函館市周辺では、単にラーメンもしくは支那そばと呼ぶ。
函館の中華料理店でメニューに「塩ラーメン」の文字が現れたのは2000年頃と、ごく最近である。

## 歴史
発祥については諸説存在し、定かではない。
1884年（明治17年）の函館新聞(1997年1月1日に創刊した函館新聞とは無関係)に、函館船場町（現・函館市末広町）に開店した華僑の経営による洋食店「南京御料理 養和軒 アヨン」4月28日付の広告に「南京そば」が掲載されている。この広告には、「南京そば15銭」の記載があるが、養和軒の南京そばと現在のラーメンとの関連性を正確に示す、レシピなどの資料は発見されておらず、函館がラーメンの発祥とする説は定かではない。
古くからの開港地であった函館港には、集積する昆布などの海産物の買い付けに、多数の華僑が訪れ、当時の函館の人が彼らを「広東さん」と呼称していたことから、華南出身の華僑が多く、函館における支那そば（ラーメン）のまっすぐの麺と澄んだスープの特徴からも、ルーツは広東系の塩味の湯麺（タンメン）であることが推測される。
二次資料出典でなく札幌の製麺所の紹介文であるが、かつて大町の中華会館内で中国料理店「蘭亭」という店があった。初期にあたる明治時代から大正時代は、これらの中国料理店を通じてラーメン文化が築かれていったとされる。よって函館ではラーメン専門店というより中華料理店で提供される一品という雰囲気が強いのも特徴という。
昭和時代になると、ラーメン専門店が営業し始めるようになる。例えば「笑福」というお店があって、当時喫茶店だった隣の「ミス潤」の客にラーメンが提供されたという。「ミス潤」の1932年（昭和7年）当時のメニューに「ラーメン（支那そば）1杯15銭」の文字があった。現在の函館ラーメンと同様、まっすぐな細麺と澄んだ塩味のスープだった。
いくたびかの大火を経て、函館の繁華街は函館駅前の方に移動していったが、第二次世界大戦直後にあたる昭和20年代から30年代にかけて、大門と呼ばれる松風町地区に屋台や、大八車の流し屋台が軒を連ねるようになった。しかし区画整理やバブル時代の土地高騰等により、これらの屋台はほとんど見られなくなった。
昭和時代後期になると観光コンテンツ化が始まる。「函館ラーメン」と呼ぶようにしたきっかけは研究論文など文献等が見つからず信憑性に難があるものの、1971年（昭和46年）におんじき庭本が函館空港に出店する際に、観光客が覚えやすいようにしたとされる。
1996年（平成8年）に日清食品から発売された「日清のラーメン屋さん」で「札幌みそ風味」「旭川しょうゆ風味」と共に「函館しお風味」が商品ラインナップに並んだ。これが「函館 = 塩ラーメン」のイメージ形成に一役買った可能性もある。
2002年（平成14年）に函館市政施行80周年を記念して「第1回函館塩ラーメンサミット」を開催しさらなる観光転換を図っていく。ラーメンサミットの趣旨は福岡県久留米市で行われていた「ラーメンフェスタin久留米」を参考にしていた。函館塩ラーメンをブランド化し、函館のイメージアップでさらなる経済波及効果を狙っていたものと考えられている。
2023年（令和5年）9月1日、製麺所のひとつ丸豆岡田製麺が事業停止をし現場は混乱をした。

### 年表
- 1884年（明治17年） - 「南京そば」の広告掲載される
- 1927年（昭和2年）- 日の出製麺開業
  - 1934年（昭和9年）3月21日 - 昭和9年函館大火
  - 1945年（昭和20年）8月15日 - 第二次世界大戦終結
- 昭和20年代から昭和30年代にかけて函館駅前の繁華街大門の松風町地区に流し屋台が連ねるようになる
- 1946年（昭和21年） - 丸正出口製麺開業
- 1954年（昭和29年） - 丸豆岡田製麺所（のちの丸豆岡田製麺）が総合麺類製造販売になる
- 1971年（昭和46年） - おんじき庭本が函館空港出店の際に観光客に覚えやすいように「函館ラーメン」と名付ける[8]。定着したのは2000年頃とされる[3]
  - 1980年（昭和55年）10月 - 千歳空港駅（現・南千歳駅）開業により札幌中心のダイヤに変更されたことに伴い、北の玄関口の前の繁華街としての役目がほぼ終わる
  - 1988年（昭和63年）3月13日 - 青函トンネル開通に伴い、青函連絡船、特急おおとり号の廃止により大門が北の玄関口の前の繁華街としての役目が完全に終了する
  - 1989年（平成元年）8月1日 - 函館市、国際観光都市宣言[11]
- 1996年（平成8年） - 日清食品「日清のラーメン屋さん」に「函館しお風味」が商品ラインナップに並ぶ
- 2000年（平成12年） - 新横浜ラーメン博物館に出店[12]
- 2002年（平成14年） - 第1回函館塩ラーメンサミット開催。観光転換を図る
- 2023年（令和5年）9月1日 - 丸豆岡田製麺が事業停止して現場混乱

## 製麺所
- 丸正出口製麺 - 1946年（昭和21年）開業。函館駅前地区の新川町→音羽町（現・若松町）→松風町にて製造[13]。
- 日の出製麺 - 1927年（昭和2年）開業。元々函館駅前地区の松風町で製造していた。当初はうどん、そばだったが中華料理店より南京そば用の麺の注文を受けるようになる。ラーメン用麺は戦後本格的に製造。1990年（平成2年）より隣町の北斗市（旧・大野町）にて木地挽山の水を用いて製造[14][15]。

### かつてあった製麺所
- 丸豆岡田製麺　- 旧・丸豆岡田製麺所。1920年（大正9年）[16]。函館市西川町（現・大手町）で開業。当初は茹でうどん、そばを販売していた。1954年（昭和29年）合名会社化し総合麺類製造販売になった。直営店「マメさん」を和光デパート、丸井今井に出店。1987年（昭和62年）七飯町に新工場を落成移転。1992年（平成4年）株式会社岡田製麺に改組[17]。